# Karsten Flohr
Karsten Flohr (* 1950) ist ein deutscher Schriftsteller. Bekannt wurde er durch seine ehemalige Tätigkeit als Redakteur beim Hamburger Abendblatt und seine Romane, insbesondere Leah – Eine Liebe in Hamburg (2012).

## Bibliographie (auszugsweise)
- Leah – Eine Liebe in Hamburg, hey! publishing.
- Die letzte Fahrt des legendären Schiffsfrisörs Sigismund Skrik, Tinte & Feder Verlag.[3]
- Villa Ludmilla: Was wirklich in Brunos Keller geschah und wie es die Welt veränderte, Acabus Verlag.
- Erich. Oder: Der Tag, den Angela M. nie vergessen wird, Acabus Verlag.
- Zeiten der Hoffnung, Verlag Suhrkamp[4]/Insel.
- Die neun Tage des Ekels. Der Hamburger Sülze-Aufstand 1919 und wie Elfriede Schwerdtfeger ihn von ihrem Fenster aus erlebte, Acabus Verlag.